# جوزيف كوينسي آدامز جونيور
جوزيف كوينسي آدامز جونيور (بالإنجليزية: Joseph Quincy Adams, Jr.)‏ هو كاتب غير روائي أمريكي، ولد في 23 مارس 1880 في غرينفيل في الولايات المتحدة، وتوفي في 10 نوفمبر 1946 في واشنطن العاصمة، وهو باحث بارز في شكسبير وأول مدير معين رسميًا لمكتبة فولجر شكسبير في واشنطن العاصمة.

## حياته
ولد جوزيف، نجل عائلة آدامز الشهيرة التي أنتجت رئيسين أمريكيين، جون آدامز وجون كوينسي آدامز، في غرينفيل، كارولينا الجنوبية، والده هو القس جوزيف كوينسي آدامز، وهو رجل دين معمداني، ووالدته هي مامي فوشيه آدامز (ني ديفيس). حصل على درجة البكالوريوس من كلية ويك فورست في عام 1900، وحصل على درجة الماجستير من نفس الكلية عام 1901. وتابع تعليمه في جامعة شيكاغو (1902-1903) ، وفي جامعة برلين (1907). تابع مهنة التدريس في العديد من الجامعات، لا سيما في جامعة كورنيل، حيث قام أيضًا بتحرير مجلة دراسات كورنيل باللغة الإنجليزية (1910-1931).
تزوج آدامز من هيلين بانكس في 29 يناير 1931، رغم أنها توفيت بعد أربع سنوات، في 14 سبتمبر 1935.
انخرط آدامز بنشاطات مكتبة فولجر شكسبير منذ تأسيسها في عام 1931. وأصبح مديرًا بالنيابة للمكتبة في عام 1934، وأول مدير يتم تعيينه بانتظام في عام 1936. وفي خطاب تنصيب آدامز عام 1932 في فولجر، وصف الهجرة بأنها «خطر على الحفاظ على حضارتنا الإنجليزية الراسخة». كتب ونشر مجموعة واسعة من الكتب والمقالات العلمية. وقد اشتهر بشكل خاص بسيرة شكسبير التي نُشرت لأول مرة عام 1923. وكان أيضًا عضوًا في الجمعية الأدبية بواشنطن.